# Seymour Cassel
Seymour Joseph Cassel (Detroit, 22 januari 1935 - Los Angeles, 7 april 2019) was een Amerikaans acteur. 
Cassel werd in 1969 genomineerd voor een Academy Award voor zijn bijrol in Faces. Hij kreeg onder meer een Special Jury Recognition van het Sundance Film Festival daadwerkelijk toegekend, voor het spelen van Joe in In the Soup (1992).
Cassel maakte in 1959 zijn film- en acteerdebuut in Shadows van de daarmee eveneens debuterende regisseur en schrijver John Cassavetes, met wie hij daarna nog regelmatig werkte. Zo speelde hij ook in onder meer de door Cassavetes geregisseerde films Too Late Blues (1961), Faces (1968), Minnie and Moskowitz (1971), The Killing of a Chinese Bookie (1976), Opening Night (1977) en Love Streams (1984). Met die in deze titels meegerekend, speelde Cassel sinds 1959 meer dan 130 filmrollen. Hiertoe behoort werk in omvangrijke commerciële titels, maar tevens in een aanzienlijk aantal independent films.
Cassel trouwde in 1964 met Elizabeth Deering, met wie hij twee kinderen kreeg. Hij had voor hun huwelijk al een dochter uit een eerdere relatie. Zoon Matthew ging eveneens in de filmwereld aan het werk, maar dan op de afdeling montage. Cassels huwelijk met Deering strandde in 1983.

## Filmografie
*Exclusief 10+ televisiefilms
| - Silver Case: Director's Cut (2015) - At the Maple Grove (2014) - The Algerian (2014) - Lucky Dog (2014) - Pride of Lions (2014) - The Secret Lives of Dorks (2013) - Lost Angeles (2012) - Broken Kingdom (2012) - Booster (2012) - Silver Case (2012) - Freerunner (2011) - L!fe Happens (2011) - Without Borders (2011) - Fort McCoy (2011) - Now Here (2010) - Pete Smalls Is Dead (2010) - Kissing Strangers (2010) - Chasing 3000 (2010) - Not Dead Yet (2009) - Staten Island (2009) - Reach for Me (2008) - Big Heart City (2008) - Barbiere, IL (2008) - Chasing 3000 (2008) - Beau Jest (2008) - Postal (2007) - The Happiest Day of His Life (2007) - Cosmic Radio (2007) - Beer League (2006) - Hollywood Dreams (2006) - Sea of Dreams (2006) - Bye Bye Benjamin (2006) - Circadian Rhythm (2005) - Welcome to California (2005) - Before It Had a Name (2005) - The Tenants (2005) - Bittersweet Place (2005) - The Wendell Baker Story (2005) - Lonesome Jim (2005) - The Life Aquatic with Steve Zissou (2004) - Sweet Underground (2004) - Stuck on You (2003) - A Good Night to Die (2003) - Wishing Time (2003) - The Burial Society (2002) - Manna from Heaven (2002) - Stealing Harvard (2002) - Sonny (2002) - Passionada (2002) - The Biz (2002) - Time & Again (2002) - Deadrockstar (2002) - The Royal Tenenbaums (2001) - The Cure for Boredom (2001) - Bartleby (2001) - The Sleepy Time Gal (2001) - The Chameleon (2001) - Just One Night (2000) - The Crew (2000) - Animal Factory (2000) - Women of the Night (2000) - Next Stop, Eternity (2000) - Black and White (1999) - Me and Will (1999) - Kubanisch rauchen (1999, aka Smoking Cuban Style) - Getting to Know You (1999) - Temps (1999) - The Last Call (1998) - Rushmore (1998) - Snapped (1998) - The Treat (1998) - Hoods (1998) - Relax... It's Just Sex (1998) - Hollywood Salome (1998) - Ballad of the Nightingale (1998) | - Motel Blue (1997) - Obsession (1997) - This World, Then the Fireworks (1997) - Juicehead (1996) - Caméléone (1996, aka Chameleon) - I sfagi tou kokora (1996, aka Slaughter of the Cock) - Cannes Man (1996) - Trees Lounge (1996) - Dream for an Insomniac (1996) - Cosas que nunca te dije (1996, aka Things I Never Told You) - Turnpike (1996, korte film) - The Last Home Run (1996) - Dead Girl (1996) - Dead Presidents (1995) - Imaginary Crimes (1994) - There Goes My Baby (1994) - It Could Happen to You (1994) - Chasers (1994) - Ouf! (1994) - Hand Gun (1994) - Dark Side of Genius (1994) - Tollbooth (1994) - When Pigs Fly (1993) - Boiling Point (1993) - Indecent Proposal (1993) - Trouble Bound (1993) - Chain of Desire (1992) - Honeymoon in Vegas (1992) - Love Is Like That (1992) - What Happened to Pete (1992) - In the Soup (1992) - Adventures in Spying (1992) - Diary of a Hitman (1991) - Cold Heaven (1991) - Mobsters (1991) - White Fang (1991) - Dick Tracy (1990) - Cold Dog Soup (1990) - Wicked Stepmother (1989) - Track 29 (1988) - Plain Clothes (1988) - Colors (1988) - Johnny Be Good (1988) - Survival Game (1987) - Best Seller (1987) - Tin Men (1987) - Eye of the Tiger (1986) - Love Streams (1984) - Double Exposure (1983) - King of the Mountain (1981) - The Mountain Men (1980) - Sunburn (1979) - Ravagers (1979) - California Dreaming (1979) - Convoy (1978) - Scott Joplin (1977) - Opening Night (1977) - Valentino (1977) - Death Game (1977) - Black Oak Conspiracy (1977) - The Last Tycoon (1976) - The Killing of a Chinese Bookie (1976) - Minnie and Moskowitz (1971) - The Revolutionary (1970) - Coogan's Bluff (1968) - Faces (1968) - The Sweet Ride (1968) - The Killers (1964) - The Webster Boy (1962) - Too Late Blues (1961) - Murder, Inc. (1960) - Juke Box Racket (1960) - Man on a String (1960) - Shadows (1959) |

## Televisieseries
*Exclusief eenmalige gastrollen
- Heist - Pops (2006, vijf afleveringen)
- Lucky - The Trake (2003, twee afleveringen)
- Tracey Takes On... - Candy Casino (1996-1999, zeven afleveringen)
- Under Suspicion - Lt. Mickey Schwartz (1994-1995, twee afleveringen)
- Matlock - Dick Silvers (1988, drie afleveringen)
- Voyage to the Bottom of the Sea - Jensen (1966-1968, twee afleveringen)

- Bibsys: 6005426
- Bibliothèque nationale de France: cb13892247h (data)
- Catàleg d'autoritats de noms i títols de Catalunya: 981058513715206706
- Gemeinsame Normdatei: 142955965
- International Standard Name Identifier: 0000 0001 1480 5430
- Library of Congress Control Number: no97030699
- Nationale Bibliotheek van Tsjechië: xx0151999
- Nationale Bibliotheek van Israël: 987007585317905171
- Nederlandse Thesaurus van Auteursnamen: 119248700
- SNAC: w6j973hh
- Système universitaire de documentation: 059682388
- Virtual International Authority File: 117739885